# Tribulus echinops
Tribulus echinops là một loài thực vật có hoa trong họ Zygophyllaceae. Loài này được Kers miêu tả khoa học đầu tiên năm 1971.